# Stanisława Galica-Górkiewicz
Stanisława Galica-Górkiewicz (ur. w 1947 r. w Bukowinie Tatrzańskiej) – podhalańska skrzypaczka ludowa, pisarka, publicystka. Laureatka Nagrody Kolberga z 2022 roku. 

## Życiorys
Gry skrzypcowej uczyła się u znanej podhalańskiej muzykantki „Dziadońki” Bronisławy Koniecznej-Dziadoń (1894–1968), uczennicy „Bartusia” Obrochty. Dziadońka była chrzestną matką jej ojca Stanisława Galicy, który chciał, by uczyła jego córkę. Po Dziadońce odziedziczyła Stanisława Galica-Górkiewicz repertuar dawnych nut podhalańskich. Zachowuje w grze na skrzypcach manierę wykonawczą charakterystyczną dla Bukowiny Tatrzańskiej. Jest wierna stylowi gry podhalańskich muzyków urodzonych w połowie XIX wieku.  
Jako solistka oraz członek kapeli zdobyła wiele nagród w konkursach i festiwalach ludowej muzyki tradycyjnej, w tym dwie Baszty na Festiwalu Kapel i Śpiewaków Ludowych w Kazimierzu Dolnym oraz na Międzynarodowym Konkursie Kapel i Instrumentalistów w trakcie Międzynarodowego Festiwalu Folkloru Ziem Górskich w Zakopanem. 
Równolegle z działalnością muzyczną prowadzi aktywność literacką. Jest autorką publikacji książkowych, artykułów i audycji radiowych o historii i kulturze Bukowiny Tatrzańskiej. Pisze w gwarze podhalańskiej.
Prowadzi także działalność publicystyczną. Jej artykuły o tematyce regionalnej publikowane były w „Tygodniku Podhalańskim”, w pismach ogólnopolskich „Nowa Wieś” i „Poznaj Świat” a także w piśmie polonijnym „Echo Podhalańskie” w USA. W latach 1996–2002 roku w  radiu Alex w Zakopanem prowadziła audycje o tematyce regionalnej „Górole, górole, góralsko muzyka”, „Z bukowiańskich wierchów”. Prezentowała w nich historię regionu, muzykę góralską, zabytki, ludzi kultury i twórczość ludową.
Od 1973 roku współpracuje z Bukowińskim Domem Ludowym (obecnie Bukowińskie Centrum Kultury). Pracowała jako kierownik kapeli góralskiej i instruktor szkółki góralskiego muzykowania. W latach 1978–1982 była prezesem Spółdzielni Kulturalno-Oświatowej Dom Ludowy. Uczestniczyła w przygotowywaniu imprez „Sabałowe Bajania” i „Góralski Karnawał”. Będąc znawczynią folkloru góralskiego brała udział w jury konkursów i przeglądów w Domu Ludowym. Przygotowywała wystawy twórczości ludowej i była ich kustoszem.
Wielokrotny członek jury konkursu Stara tradycja w ramach festiwalu Wszystkie Mazurki Świata.
Obecnie mieszka w Rabce-Zdroju.

## Nagrody i wyróżnienia
- 1992 - I miejsce w konkursie kapel w Ogólnopolskim Festiwalu Kapel i Śpiewaków Ludowych w Kazimierzu Dolnym[10]
- 2002 - I miejsce w konkursie kapel Ogólnopolskim Festiwalu Kapel i Śpiewaków Ludowych w Kazimierzu Dolnym
- 2010 - „Baszta” na 44. Ogólnopolskim Festiwalu Kapel i Śpiewaków Ludowych w Kazimierzu Dolnym w kategorii „solista-instrumentalista”
- 2010 - Nagroda Starosty Tatrzańskiego za szczególne osiągnięcia dla kultury regionalnej na terenie Powiatu Tatrzańskiego
- 2011 - Medal „Zasłużony Kulturze GLORIA ARTIS”
- 2014 - „Baszta” na 44. Ogólnopolskim Festiwalu Kapel i Śpiewaków Ludowych w Kazimierzu Dolnym w kategorii kapel
- 2014 - Nagroda Międzynarodowego Konkursu Kapel i Instrumentalistów w Zakopanem
- 2014 - Nagroda Ministra Kultury i Dziedzictwa Narodowego za nieocenione zasługi dla kultury polskiej
- 2016 - I nagroda w II Turnieju Muzyków Prawdziwych w Szczecinie w kategorii instrumentalistów
- 2019 - wyróżnienie w konkursie Fonogram Źródeł Polskiego Radia za płytę „Nuty serdecne”[11]
- 2021 - wyróżnienie w konkursie „Nagroda im. Romana Reinfussa” „za wybitne i szczególne osiągnięcia w dziedzinie zachowanie lokalnej tożsamości kulturowej w Małopolsce”
- 2022 - Nagroda Muzyki Źródeł[12]
- 2022 - Laureatka Nagrody Kolberga[9]

## Dyskografia
- 2019 - „Nuty serdecne”, wyd. Bukowińskie Centrum Kultury Dom Ludowy[13]